# Gerhard Unger
Gerhard Unger (26 de noviembre de 1916, Bad Salzungen, Turingia, Alemania - 4 de julio de 2011, Stuttgart) fue un tenor lírico alemán, destacado en roles de carácter especialmente en óperas de Mozart, Wagner y Richard Strauss.
Estudio en Berlín y debutó en 1945, cuando finalizó la Segunda Guerra Mundial. Su debut operistico fue en 1947 en Weimar. 
Miembro de la Staatsoper de Berlín entre 1949 y 1961, se mudó a Stuttgart cuando la construcción del Muro de Berlín. 
Desde 1951 fue uno de los baluartes del Festival de Bayreuth. Uno de sus más famosos papeles fue David en Los maestros cantores de Núremberg, que grabó repetidas veces, con Herbert von Karajan (1951), Rudolf Kempe (1951), Hans Knappertsbusch (1952), Hans Rosbaud (1955) y Rafael Kubelík (1968). 
Como Pedrillo en Die Entführung aus dem Serail, que canto en Salzburgo en 1955 dirigido por Giorgio Strehler y Zubin Mehta, como Monostatos en La flauta mágica con Wolfgang Sawallisch, Karl Böhm) y Otto Klemperer.
El otro papel wagneriano fundamental en su carrera fue el enano Mime en El anillo del nibelungo que grabó con Georg Solti y cantó hasta 1987, a la edad de 71 años.
Aparte de Bayreuth, el Festival de Salzburgo y la Ópera Estatal de Viena, cantó en la Ópera de Hamburgo entre 1962 y 1973, en Dresde, La Scala, Grand Opéra Paris, Thêátre de la Monnaie, Marseilles Opera (1955) y Turín (1970). Unger tuvo destacada actuación en el Teatro Colón de Buenos Aires donde cantó en cinco temporadas, en 1966 (Jaquino en Fidelio), Aegisto en Elektra, Monostatos, David y Henry Morosus de La mujer silenciosa de Richard Strauss en 1968, Pedrillo y Jaquino en 1970, Mime en El oro del Rin en 1981 y Mime en Sigfrido en 1983.